# Battaglia di Barrosa
La battaglia di Barrosa venne combattuta il 5 marzo 1811 nell'ambito degli eventi della guerra d'indipendenza spagnola.

## Prologo
Nella primavera del 1811, Cadice fu assediata dai francesi sotto il comando del maresciallo Soult, ma questi ridusse i suoi effettivi distaccando una forza di 20,000 uomini per attaccare Badajoz. Con l'intento di rompere l'assedio, parte dell'armata Anglo-portoghese e spagnola trincerata nella città fece vela da Cadice, approdando a Tarifa e marciò di lì seguendo la costa, per attaccare le linee assedianti francesi alle spalle. L'armata alleata era composta da circa 15,000 uomini, sotto il comando del Generale Marchese Manuel la Peña; il contingente Anglo-portoghese di circa 5,300 uomini era comandato dal Tenente-Generale Sir Thomas Graham, secondo in comando di Wellington.